# (6078) Burt
(6078) Burt (1980 TC5) – planetoida z grupy pasa głównego asteroid okrążająca Słońce w ciągu 4,7 lat w średniej odległości 2,8 j.a. Odkryta 10 października 1980 roku.